# Ross Gilmore Marvin
Pour les articles homonymes, voir Marvin.
Ross Gilmore Marvin, né le 28 janvier 1888 à Elmira (New York), porté disparu le 8 décembre 1908 et déclaré mort le 10 avril 1909 près du cap Columbia, est un explorateur américain.
Il participe aux expéditions de Robert Peary dans l'Arctique de 1905 à 1906 et de 1908 à 1909. Déclaré mort par noyade au cours de la deuxième expédition, un membre inuit de l'expédition avouera plus tard l'avoir assassiné par balles,.

## Biographie
Marvin est né à Elmira le 28 janvier 1880. Il est le fils de Mary J. et Edward Marvin et est le plus jeune de six enfants. Il a cinq ans lorsque son père meurt.
Il fait ses études à Elmira dans le système scolaire public de la Beecher School. En 1899, il est diplômé de l'Elmira Free Academy et à l'automne de la même année, entre à l'Université Cornell, où il obtient un baccalauréat ès arts en 1905. Il étudie également la navigation sur le navire-école St. Mary's de la New York Nautical School (en), voyageant en Europe et en Afrique du Nord.
Il participe à l'expédition Peary de 1905-1906, peu de temps après avoir obtenu son diplôme de Cornell. Il s'engage à la fin de l'expédition à accompagner Robert Peary lors de sa prochaine expédition,.
Après son retour, il se fiance et envisage de se marier après sa deuxième expédition avec Peary. À partir de janvier 1907, il enseigne les mathématiques à la Mercersburg Academy (en) en Pennsylvanie,, et, en septembre 1907, rejoint l'Université Cornell en tant qu'instructeur de mathématiques et d'astronomie. Il prend un congé de ce poste afin de participer à la nouvelle expédition de Peary de 1908 à 1909.
Il se voit confier le rôle de scientifique en chef et de gardien du journal de bord du navire. Il enregistre les activités quotidiennes des hommes et les conditions générales auxquelles ils doivent faire face lorsqu'ils se dirigent vers l'Arctique, y compris la météo. Il tient par ailleurs un journal de ses journées sur la glace, mais les entrées commence à diminuer à mesure que l'expédition avance. Sa dernière entrée de journal date du 8 décembre 1908.
Lors de ce voyage, ils sont mieux équipés. Ils ont « sept explorateurs, 17 Esquimaux choisis, 133 des meilleurs chiens du Groenland et 19 traîneaux ». Il y a un groupe principal et des groupes plus petits. Les petits groupes se séparent du groupe principal et établissent des camps pour le groupe principal. Alors que Peary entreprend d'atteindre le pôle Nord, Marvin est laissé sur place au sein d'une équipe de soutien organisée. Ses partenaires sont deux hommes inuits, Kudlookto et un jeune cousin. Après que Peary a quitté Marvin avec ses deux compagnons inuits, Peary ne l'a plus jamais revu vivant.

### Mort

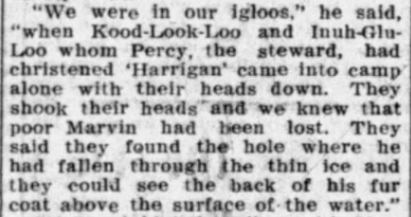
Récit de Robert Peary de la mort de Marvin publié en septembre 1909

Kudlookto rapporte que le corps de Marvin a été découvert après qu'il est tombé à travers une fine couche de glace et qu'il s'est noyé. Peary envoie alors un télégramme à Elmira rapportant : « Noyé le 10 avril 1909 à 45 milles au nord du cap Columbia alors qu'il revenait de 86 degrés 38 minutes de latitude nord. »,
Cependant, Kudlookto déclarera en 1926 qu'il a tiré sur et tué Marvin, parce qu'il avait commencé à agir de manière irrationnelle, mais aussi parce qu'il refusait de laisser son cousin se reposer. En 1954, la fille de Peary déclare qu'elle croie que Marvin s'est vraiment noyé et que l'histoire de Kudlookto est ne invention pour attirer l'attention.

## Hommages
- L'expédition de Peary a placé une tablette de laiton sur un cairn en mémoire de Marvin au cap Sheridan sur l'île d'Ellesmere[13].
- Les îles Marvin inhabitées du parc national Quttinirpaaq ont été nommées en son honneur[14]. Une tablette commémorative pour Marvin a été ajoutée à la chapelle Sage de l'Université Cornell dans les années 1920 ; son collègue explorateur Richard E. Byrd a visité le mémorial en 1927[15].
- Le SS Ross G. Marvin, un liberty ship américain construit et lancé en 1943 a été nommé en son honneur[16]. John M. Carmody (en), président du comité de dénomination des navires au sein de la Commission maritime des États-Unis, était présent. Le navire a été transféré en Grande-Bretagne dans le cadre du programme Prêt-bail, où il a été rebaptisé Samtroy en 1944 puis a de nouveau été rebaptisée Edenbank en 1947, a été transféré à la Chine en 1960 et a été déclaré mis au rebut en 1987[17].
- Une école porte son nom à Elmira[18].
- La Peary Polar Expedition Medal (en), autorisée par le Congrès des États-Unis en 1944, a été décernée à six personnes, dont Marvin ; sa famille a reçu sa médaille en 1949[19].
- Un livre sur Marvin, intitulé A Tragedy in the Arctic écrit par James Vinton Stowell de la Chemung County Historical Society, a été publié en 1954[20].
- Un gros rocher avec une plaque commémorative de Marvin a été consacré dans sa ville natale d'Elmira en 1910[19] ; il est situé à l'intersection de Lake Street et Church Street depuis 1989[1].
- Au State University of New York Maritime College (anciennement New York Nautical School) dans le Bronx, à New York, une nouvelle aile de quatre étages porte son nom en 1967[21], avec une plaque commémorative dédiée apposée en mai 1968[22]. L'ajout de 1967 fait désormais partie du bâtiment des sciences et de l'ingénierie Marvin Tode[23].